# Ski Aggu

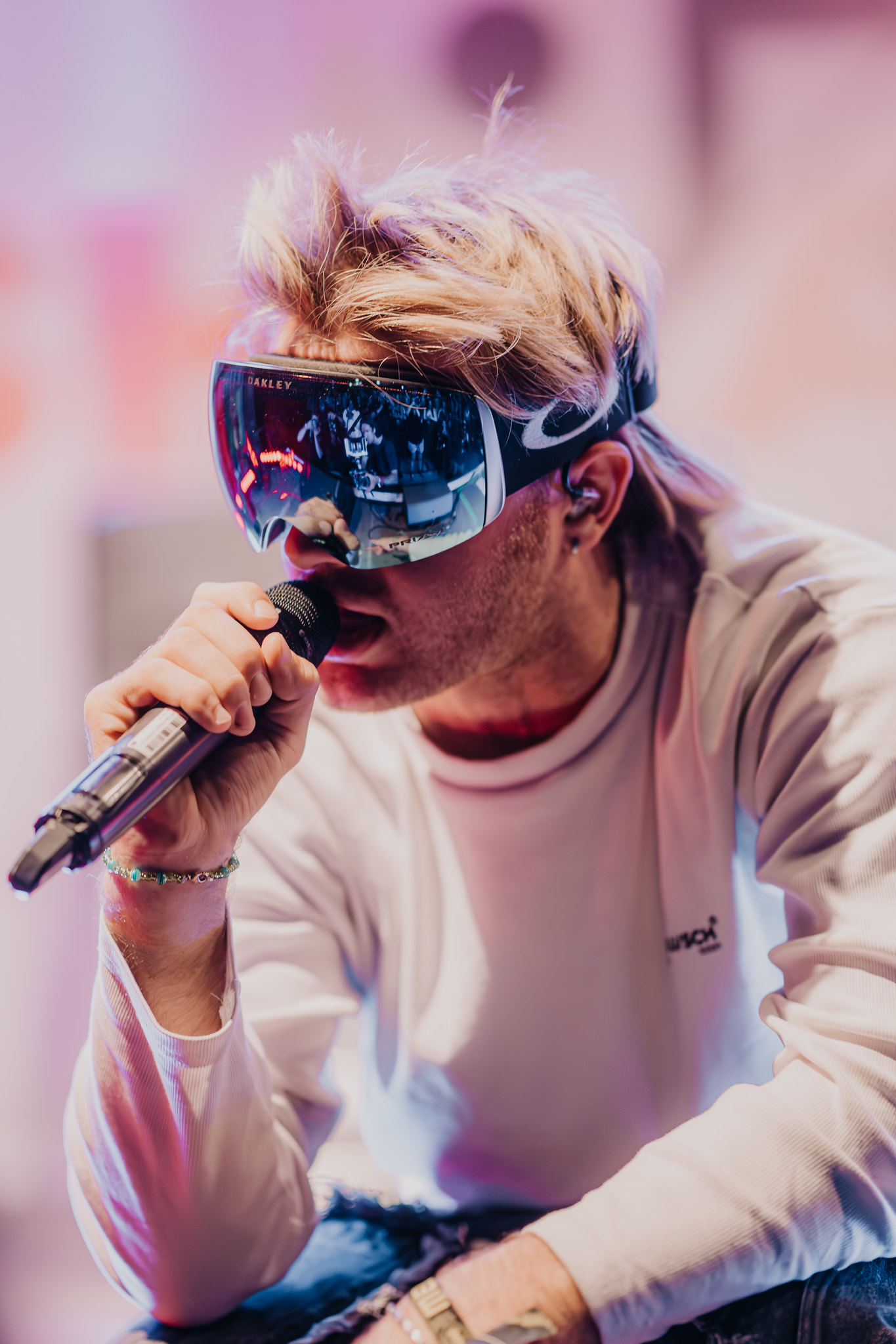
Ski Aggu (2023)

Ski Aggu (Berlijn, 3 november 1997), echte naam August Jean Diederich, is een Duitse rapper. Zijn handelsmerk is het dragen van een skibril.

## Biografie
Ski Aggu groeide op in Berlin-Wilmersdorf. Vanaf 2018 bracht hij muziek uit op SoundCloud. De thematische focus op feest was hier al duidelijk, maar de sfeer is donkerder en droeviger. Ritter Lean alias Adrian Julius Tillmann was vaak te zien op de tracks.
Naar eigen zeggen heeft hij een tijd in Ierland gewoond, waar hij zich intensief bezighield met de krijgskunst Braziliaanse Jiu-Jitsu en uiteindelijk Iers kampioen werd in zijn wedstrijdklasse. De vechtsporten zijn ook terug te vinden in de vorm van poses in zijn online aanwezigheid en muziekvideo's.
Ski Aggu bracht in 2020 zijn eerste single White Wine & Paper Cups uit tijdens de COVID-19-pandemie. Sindsdien heeft hij met regelmatige tussenpozen nieuwe nummers uitgebracht. Zijn tweede nummer Super Wavy, een samenwerking met YFG Pave, bleef zijn meest gestreamde nummer op Spotify tot de release van Party Sahne in 2022.
Na enkele clubconcerten vanaf de zomer van 2021 verscheen Ski Aggu een jaar later op enkele festivals in Duitstalige landen zoals het Heroes Festival in Geiselwind, splash!, Poolbarfestival of Frequency. Voor de track Hubba Bubba, uitgebracht in 2022, werkte hij samen met de Berlijnse muziekproducent Southstar.
Zijn doorbraak kwam in oktober 2022 met het nummer Party Sahne, waarop hij samen met de twee producers Endzone en Ericson te horen is. Het nummer, waarvan de melodie is gebaseerd op het nummer Jerk It Out van de Zweedse band Caesars, bereikte nummer 32 in de Duitse singles-hitlijsten. In november en december 2022 speelde Ski Aggu zijn eerste tour Aprés Ski [sic] in veel grote steden in Duitstalige landen.
Op 2 december 2022 bracht Ski Aggu zijn debuutalbum 2022 war film gewesen uit, waarop vier nieuwe nummers staan. Yannik Gölz van Laut.de schreef dat Ski Aggu oor heeft voor stemming en weet dat hij het effect van zijn muziek niet hoeft te spellen. Sommige nummers leken vaag, maar over het algemeen was er “muzikaal gewoon te veel goede dingen te krijgen” en in 2022 war film gewesen “niet te waarderen als een behoorlijk interessant statement”. De recensent gaf het vier van de vijf sterren.

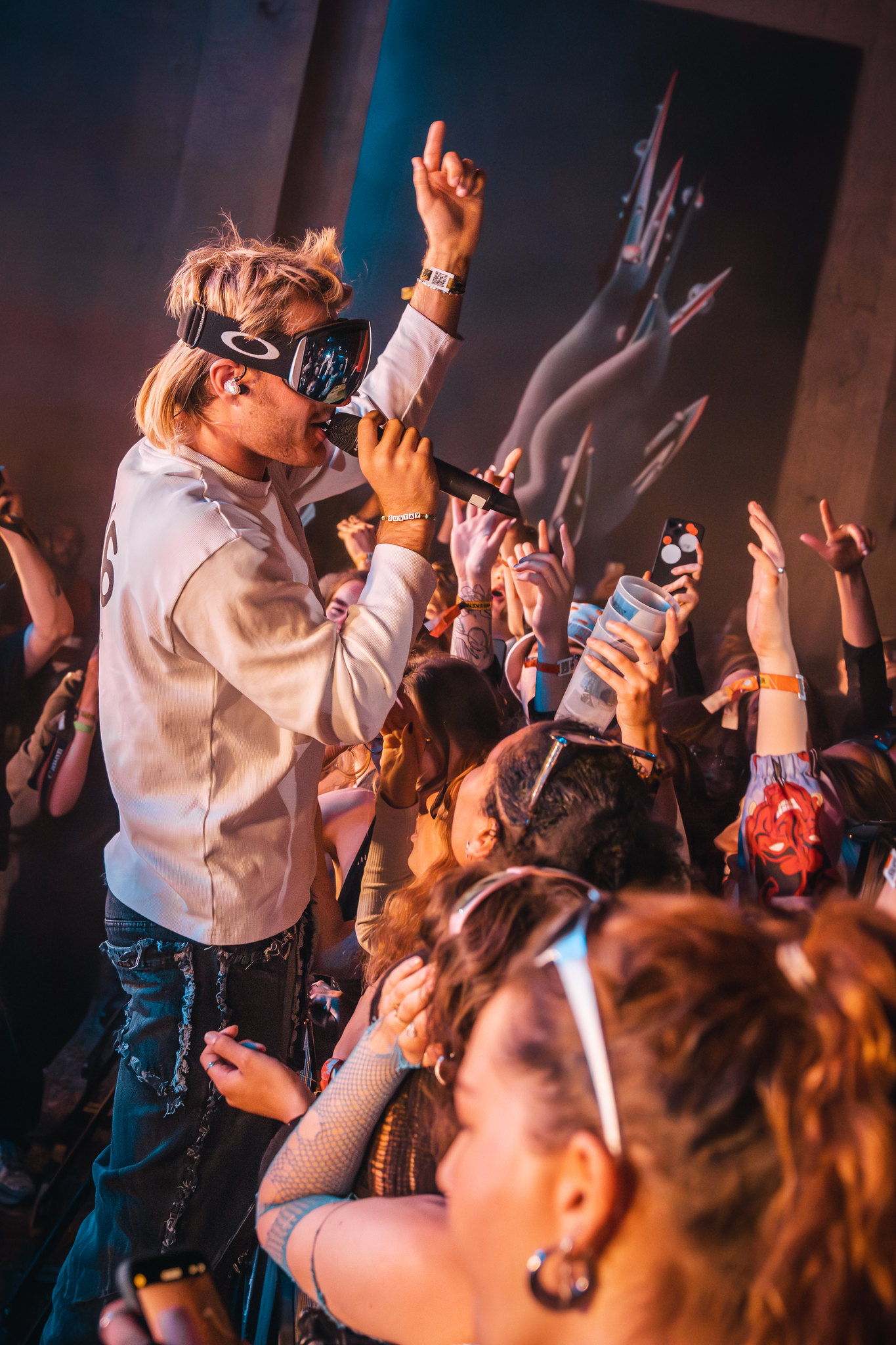
Ski Aggu tijdens een optreden (2023)

Op 25 mei 2023 werd in samenwerking met de Nederlandse rapper Joost Klein en Oost-Friese komiek Otto Waalkes de single Friesenjung uitgebracht. Het nummer is een nieuwe interpretatie van het gelijknamige origineel van Waalkes en bereikte nummer één in de hitlijsten in Duitsland en Oostenrijk. Voor alle drie de artiesten was het de eerste nummer één-hit in hun carrière. In juli en augustus 2023 bracht Aggu de singles mietfrei en respectievelijkTheater★ met $oho Bani uit.
Op 12 oktober 2023 verscheen zijn tweede album denk mal drüber nach… via Universal Music Group, dat nummer 1 bereikte in de Duitse albumlijsten. Zijn tour genaamd Wahlkampftour 2023 ("verkiezingscampagne") begon ook in oktober 2023, met onder meer optredens in Duitsland en Oostenrijk. Het doel is om zich kandidaat te stellen voor het kanselierschap bij de federale verkiezingen van 2025 . De Tagesspiegel reageerde hierop met “Niet alles wat de Wilmersdorfer zegt kan op het eerste gezicht worden aangenomen” en verwijst naar zijn vermeende leeftijd van 18 jaar, ondanks de vermelding van studeren in zijn teksten.